# Кредо убийцы (фильм, 2016)
«Кредо убийцы» (англ. Assassin’s Creed) — американский научно-фантастический боевик режиссёра Джастина Курзеля по мотивам популярной серии компьютерных игр Assassin’s Creed. Мировая премьера состоялась 14 декабря 2016 года в Лос-Анджелесе. Премьера в России состоялась 5 января 2017 года.

## Сюжет
1492 год, Испания, Андалусия. Во время войны в Гранаде Агилар де Нерха проходит посвящение в братство ассасинов, где ему отрезают безымянный палец и выдают скрытые клинки. Он назначен защищать принца Ахмеда, сына эмира Гранады от тамплиеров.
Нижняя Калифорния, 1986 год. Маленький Каллум Линч возвращается домой и видит свою мать убитой. Её убил отец Каллума, Джозеф Линч, который состоит в ордене ассасинов. Тот убеждает сына убежать, потому что их выследили современные тамплиеры во главе с Аланом, генеральным директором компании «Абстерго», которая на самом деле является организацией древнего ордена. После убийства Кэл возненавидел своего отца. Спустя 30 лет, в 2016 году, Каллум Линч приговаривается к смертной казни за убийство сутенёра. Приговор приводится в исполнение. Однако казнь была постановкой «Абстерго» — Каллум просыпается в отделении компании в Мадриде. Рядом с собой он обнаруживает девушку по имени София Риккин, дочь главы «Абстерго», которая является главным учёным. Она рассказывает Линчу, что тамплиерам необходимо найти артефакт — «Яблоко Эдема». Оно нужно, чтобы искоренить человеческое насилие. Для его поисков Каллуму придётся погрузиться в Анимус — машину для считывания генетической памяти, с помощью которой можно переживать жизнь своих предков.
Каллум погружается в Анимус и переносится в 1492 год, в Испанию. Испанские инквизиторы, руководимые тамплиерами, распространили своё влияние почти на всю страну. Последний оплот сопротивления — Гранада. Агилар и его напарница Мария должны спасти принца Ахмеда, которого похитили тамплиеры во главе с великим магистром Томасом де Торквемадой. Их цель — заставить эмира Гранады, султана Мухаммеда XII, обменять «Яблоко Эдема» на своего сына. Агилар и Мария перехватывают тамплиеров, но проигрывают бой. Их захватывает Охеда, соратник Торквемады. Кэл выходит из Анимуса.
В современности Каллум встречает других ассасинов, удерживаемых в плену в организации. Большинство из них с подозрением относятся к Линчу, за исключением Муссы, потомка гаитянского ассасина XVIII века по имени Батист. Кэл начинает испытывать галлюцинации, называющиеся «эффектом просачивания» — он видит Агилара в современности. Во время сессий между Каллумом и Софией возникает взаимопонимание: она признаётся, что её мать тоже была убита ассасином. София, также как и Каллум, разделяет ненависть к братству ассасинов.
Кэл возвращается в Анимус. Агилар и Мария приговариваются к казни на костре. Им удаётся освободиться, но глава андалусских ассасинов, Бенедикто, погибает. Агилар и Мария совершают побег, и за ними устраивается погоня по крышам. В конце сеанса Агилар совершает «прыжок веры», что в свою очередь выводит Каллума из Анимуса и приводит к временной парализации. После восстановления, Кэл узнаёт, что его отец также находится в этом здании. Алан Риккин объясняет Линчу, что, чтобы идти дальше, нужно оставить прошлое — убить своего отца. Кэл встречается с Джозефом и готовится совершить суд, однако тот объясняет сыну, что его мать тоже была ассасином. Она предпочла умереть от руки своего мужа, чтобы не попасться в руки тамплиеров. Линч-старший объясняет сыну, что тамплиеры не должны заполучить Яблоко Эдема, так как в нём скрыта некая сила, которая будет направлена против человечества; ассасины не должны позволить тамплиерам заполучить его. Каллум не убивает отца, однако говорит ему, что уничтожит орден ассасинов и, прежде всего, найдёт Яблоко. Между тем Алан Риккин испытывает давление со стороны старейшины ордена тамплиеров Эллен Кайе. Она хочет закрыть организацию «Абстерго», а вместе с ним и проект «Анимус». По её словам, победа уже одержана. Но Алан убеждает Эллен в том, что они близки к прорыву и нахождению Яблока.
После разговора с отцом Каллум добровольно подключается к Анимусу. Агилар и Мария устраивают засаду на Торквемаду, который с тамплиерами и принцем Ахмедом пришёл на встречу с Мухаммедом XII. Ассасинам удаётся убить многих тамплиеров. Агилар захватывает Торквемаду и забирает Яблоко. Но Охеда нападает на Марию и приставляет нож к её горлу, чтобы заставить Агилара сдаться. После того как Агилар убирает клинок от горла Торквемады, Охеда убивает Марию. Агилар вступает с ним в бой и убивает его, а также забирает артефакт. Тамплиеры Торквемады пускаются в погоню за ассасином, но Агилар совершает ещё один «прыжок веры», что приводит к замыканию в Анимусе. События переносятся на определённое время, Агилар де Нерха передаёт Яблоко Эдема Христофору Колумбу, который обещает унести этот артефакт с собой в могилу. Таким образом тамплиеры узнают местоположение Яблока. В это время Мусса и другие ассасины устраивают бунт в «Абстерго». Кэл стоит в зале Анимуса и видит проекции предков, включая Агилара, Арно Дориана, Джозефа и свою мать, в то время как София видит проекцию ассасина, похожего на нее. Узнав о бунте, Алан Риккин приказывает очистить объект, а сам вместе с Софией и начальником охраны Макгоуэном эвакуируется на вертолёте. Охранники убивают Джозефа. Под влиянием матери Кэл принимает свое наследие ассасина и, полностью овладев способностями Агилара, присоединяется к другим ассасинам, чтобы дать бой охранникам «Абстерго» и сбежать из здания.
Тамплиеры находят Яблоко Эдема в церкви, где был погребён Колумб. После в Лондоне проходит церемония тамплиеров, на которой Алан Риккин сообщает о находке артефакта и о триумфе ордена. В это время Каллум, Мусса и ещё один выживший в бою ассасин Линь планируют пробраться в святилище. Внутри Кэл встречает Софию, которая разочарована в своём отце, так как он использовал свою дочь только чтобы найти артефакт. Она неохотно позволяет Линчу действовать. Но во время кражи яблока Каллум убивает Алана Риккина. Ассасины уходят с артефактом, а София обещает отомстить Каллуму за смерть отца.

## В ролях
- Майкл Фассбендер — Каллум «Кэл» Линч / Агилар де Нерха
  - Ангус Браун — юный Каллум Линч
- Марион Котийяр — доктор София Риккин
- Джереми Айронс — Алан Риккин[5]
- Брендан Глисон — Джозеф Линч
  - Брин Глисон — молодой Джозеф
- Шарлотта Рэмплинг — Эллен Кайе
- Майкл К. Уильямс — Мусса[6]
- Ариана Лабед — Мария
- Дени Меноше — Макгоуэн
- Эсси Дэвис — Мэри Линч
- Халид Абдалла — султан Мухаммед XII
- Хавьер Гутьеррес — Томас де Торквемада
- Ховик Кеучкерян — Охеда
- Матиас Варела — Эмир
- Каллум Тёрнер — Нэйтан
- Карлос Бардэм — Бенедикто
- Мишель Лин — Линь
- Гэбриел Андре — Христофор Колумб
- Кемаал Дин-Эллис — принц Ахмед

## История создания
В октябре 2012 года компании Regency Enterprises и Ubisoft, совместно с 20th Century Fox, заключили контракт на создание полнометражного фильма по мотивам серии компьютерных игр Assassin’s Creed.
Главную роль в экранизации получил Майкл Фассбендер, который также стал продюсером. Британский оперный сценарист Майкл Лессли приступил к написанию сценария. Дата выхода была назначена на 7 августа 2015 года.
В августе 2013 года стало известно, что сценарий, написанный Майклом Лессли, не устроил продюсеров фильма. За переписывание взялся Скотт Фрэнк. Однако позднее и он был заменён на Адама Купера и Билла Колладжа. В режиссёрское кресло был приглашён австралиец Джастин Курзель, который снял фильм «Макбет» c Фассбендером в главной роли. Позднее, к актёрскому составу экранизации присоединилась Марион Котийяр. По её словам, главной причиной, почему она согласилась на роль, явилась возможность ещё раз поработать вместе с Майклом Фассбендером и Джастином Курзелем, которые ранее участвовали с ней в съёмках фильма «Макбет». Новой датой выхода стал декабрь 2016 года. В мае 2015 года сообщалось, что Алисия Викандер ведёт переговоры на одну из главных ролей в экранизации. Однако позже стало известно, что она отклонила предложение ради роли в новом фильме о Джейсоне Борне. Вместо неё была взята греческая актриса Ариана Лабед. Также, через некоторое время, к фильму присоединился Майкл К. Уильямс.
28 августа 2015 года продюсер фильма Фрэнк Маршалл сообщил в своём твиттере, что съёмки фильма стартовали. Был показан первый кадр Майкла Фассбендера в главной роли. Также стал известен сюжет экранизации и то, что он не будет пересказывать какой-либо сюжет из игр.
2 октября стало известно, что к съёмкам в фильме присоединились актёры Джереми Айронс и Брендан Глисон. 9 декабря Майкл Фассбендер на своей странице в фейсбуке поделился первыми кадрами со съёмочной площадки проекта в Испании.
15 января 2016 года в своём твиттере сотрудник Ubisoft Азаизиа Аймара сообщил, что основной производственный этап фильма завершён. 21 сентября стало известно, что все исторические сцены в фильме будут на испанском языке.
Каскадёру Дэмиену Уолтерсу пришлось выполнять «Прыжок веры» на съёмках картины — с высоты практически сорока метров. Это один из самых высоких каскадёрских прыжков в кино за 35 лет.
Съёмки проходили на студии Pinewood в Лондоне, где была выстроена модель комплекса «Абстерго». Комплекс был построен таким образом, чтобы большая часть его помещений, насколько это возможно, была взаимосвязана друг с другом коридорами, давая возможность оператору Адаму Аркапоу снимать долгие планы без широкого применения монтажа.

### Маркетинг
11 мая 2016 года состоялся выход трейлера к фильму. 18 октября 2016 года вышел второй трейлер. 9 декабря вышел финальный трейлер к фильму.

## Музыка
1 мая 2016 года было объявлено, что композитором фильма выступит Джед Курзель, который является братом режиссёра Джастина Курзеля.

## Критика
«Кредо убийцы» получил преимущественно негативные отзывы кинокритиков. На сайте Rotten Tomatoes рейтинг составляет 18 %, основываясь на 226 рецензиях со средним баллом 4 из 10. На сайте Metacritic фильм имеет оценку 36 из 100 на основе 38 рецензий критиков.

## Кассовые сборы
«Кредо убийцы» вышел в США 21 декабря 2016 года, собрав 4,6 млн долларов за первые сутки и 17,8 млн долларов за 5 дней. Там фильм стартовал ниже ожиданий киноиндустрии. На старте проката в США ему прогнозировали 30—35 млн долларов за первые 6 дней, однако за этот период он получил 22,3 млн долларов.
В остальном мире фильм собрал 186,05 млн долларов в мировом прокате. По заявлению аналитиков, «Кредо убийцы» стартовал в мире значительно лучше ожиданий. К примеру, во Франции фильм взял в первые дни больше «Варкрафта», другой экранизации популярной компьютерной игры, шедшей в кинотеатрах летом. В России фильм вышел 5 января и собрал в первый четверг 225 млн рублей, оставив позади отечественный фильм «Викинг», и занял третье место по сборам за первый день в истории российского проката. За всё время проката в России «Кредо убийцы» собрал 993,2 млн рублей или 16,4 млн долларов.

## Продолжение
В марте 2016 года компания Catchplay, являющаяся одним из спонсоров экранизации, сообщила, что Regency Enterprises планирует съёмки продолжения фильма «Кредо убийцы», находящегося на тот момент на стадии пост-продакшена, и тем самым превратит ленту в кинофраншизу.